# Hieronyma scabrida
Hieronyma scabrida là một loài thực vật có hoa trong họ Diệp hạ châu. Loài này được (Tul.) Müll.Arg. mô tả khoa học đầu tiên năm 1865.